# Crangonyx richmondensis
Crangonyx richmondensis is een vlokreeftensoort uit de familie van de Crangonyctidae. De wetenschappelijke naam van de soort is voor het eerst geldig gepubliceerd in 1941 door Ellis.